# Festuca olympica
Festuca olympica är en gräsart som beskrevs av Jean Jacques Vetter. Festuca olympica ingår i släktet svinglar, och familjen gräs. Inga underarter finns listade i Catalogue of Life.